# 1992 PC
1992 PC är en asteroid i huvudbältet som upptäcktes den 2 augusti 1992 av Oak Ridge-observatoriet.
Asteroiden har en diameter på ungefär 2 kilometer.